# Рупни До
Рупни До је насељено мјесто у Босни и Херцеговини у општини Равно које административно припада Федерацији Босне и Херцеговине. Према попису становништва из 1991. у насељу је живјело 20 становника. Село Рупни До налази се на висини измеђе 650 метара и 700 метара. Села Рупни До и Заградиње су раселице села Сливнице. Само село Рупни До настаје почетком 18. века када ничу и села Заградиње, Дужи, Баонине. Село има заједнички укоп са Заградињем и Сливницом у Сливници код цркве Св. Климента. Географски припада области Површ.

## Становништво
| Националност       | 1991. | 1981. | 1971. | 1961. |
| Срби               | 19    | 6     | 23    | 23    |
| Југословени        | 1     | 1     |       |       |
| остали и непознато |       |       | 1     |       |
| Укупно             | 20    | 7     | 24    | 23    |

| Демографија | Демографија | Демографија |
| Година      | Становника  | Становника  |
| ----------- | ----------- | ----------- |
| 1961.       | 23          |             |
| 1971.       | 24          |             |
| 1981.       | 7           |             |
| 1991.       | 20          |             |